# Zwartsneesatijnzwam
De zwartsneesatijnzwam (Entoloma serrulatum) is een schimmel behorend tot de familie Entolomataceae. Hij is een relatief kleine blauwzwarte paddenstoel dat voorkomt in arm grasland in de duinen. Kenmerkend zijn de roze tot rozebruine sporen. De vruchtlichamen groeien op de grond, in bossen, struiken, parken, bermen, op licht bemeste, halfnatuurlijke graslanden, op vochtige en relatief droge, veen- of kleigronden, zuur tot alkalisch. Ze verschijnen in groepen van juli tot november.

## Kenmerken
Hoed
De hoed heeft een doorsnede 0,6 tot 3,5 cm. Aanvankelijk convex, daarna conisch-convex, plat-convex en uitgespreid. Rand golvend, aanvankelijk gebogen, daarna rechtgetrokken. Het is niet hygrofaan, ondoorzichtig en streept niet als het nat is. Oppervlak uniform donkerzwart, blauwgrijs of paarsblauw, bij oudere exemplaren violetbruin met donkerblauwe fibrillen, wollig, schilferig van leeftijd, vooral in het midden. Glanzend als het droog is.
Lamellen
De lamellen zijn aangehecht tot aflopend. Ze staan medium tot dicht opeen. De kleur is wit of wit met blauwe gloed en later wordt deze paars-grijs. De lamelsnede is zwartblauw en gewimperd.
Steel
De steel is 15 tot 60 mm lang en 1-4 mm dik. De vorm is, cilindrisch of afgeplat, gegroefd en soms met een gezwollen basis. De kleur is donkerblauw of violetblauw, glad of met blauw vezelige bedekking. 
Geur en smaak
De zwartsneesatijnzwam is geurloos en smaakloze (of met onaangename smaak).
Sporen
De sporen zijn ellipsvormig, 5–7 hoekig gezien vanaf de zijkant en meten 9-12 × 6,5-8 µm. Gespen zijn aanwezig. Cheilocystidia meten 25-100 × 3,5-20 µm en zijn cilindrisch of knotsvormig. Ze verschijnen in grote aantallen en vormen een dikke, brandende laag langs de rand van de lamellen. Ze hebben altijd een intracellulair blauw pigment. Hyfen van de cuticula en de bovenste laag van de trama bevatten een intracellulair blauw pigment.

## Verspreiding
De zwartsneesatijnzwam is wijdverbreid in Europa. Hij komt voor van Spanje tot de noordpunt van het Scandinavisch schiereiland, ook in IJsland en de Britse eilanden. Alleen in Zuidoost-Europa ontbreekt hij. Hij komt ook voor op de Canarische Eilanden en in twee Amerikaanse staten (Californië en New York). Volgens sommige bronnen is hij vrij gebruikelijk in Europa, het verticale bereik strekt zich uit van zeeniveau tot bergniveau.
Hij komt in Nederland vrij algemeen voor. Hij staat op de rode lijst in de categorie 'kwetsbaar'.